# فقدان السعة
تَعد فقدان السعة بأنهّا ظاهرة يتم ملاحظتها عند استخدام البطارية القابلة لإعادة الشحن حيث تقل كمية سرعة الشحن التي يمكن أن تقدمها البطارية بالجهد المقدر تقريبًا مع الاستخدام. 
في عام 2003، تم الإبلاغ عن فقدان السعة في بطاريات الليثيوم أيون بعد 500 دورة شحن مع دورة تفريغ متفاوتة من 12.4٪ إلى 24.1٪ تقريبًا، مما يعطي متوسط فقد السعة لكل نطاق دورة من 0.025 إلى 0.048٪ لكل دورة. 

## عوامل الإجهاد
يحدث نقصان السعة في بطاريات أيون الليثيوم بسبب العديد من عوامل الإجهاد، بما في ذلك درجة الحرارة المحيطة، ومعدل C [الإنجليزية]، وحالة الشحن (SOC).
يعتمد فقدان السعة بشدة على درجة الحرارة، وتزداد معدلات الفقدان كليًا مع انخفاض درجة الحرارة إلى أقل من 25 درجة مئوية، بينما فوق 25 يتم تسريع معدل نقصان العمر الأفتراضي ومع زيادة درجة الحرارة.  
فقدان السعة حساس لمعدل C [الإنجليزية] ويؤدي معدل C [الإنجليزية] المُرتفع إلى فقدان قدرة أسرع في كل دورة. تسيطر المركبات الكيميائية في معدل تدهور في بطاريات أيون الليثيوم على فقد السعة معدلات C [الإنجليزية] منخفضة، بينما يهيمن التدهور الميكانيكي على معدلات C [الإنجليزية] العالية.  
يُذكر أن تدهور قدرة بطارية الجرافيت/LiCoO2 يتأثر بمتوسط SOC المذكور أعلاه، وكذلك بتغير SOC (ΔSOC) أثناء عملية ركوب الدراجات التي تستخدم هذه البطارية. بالنسبة لأول 500 دورة مكافئة كاملة، وجد أن SOC لها تأثير كبير على تلاشي سِعة الخلية مقارنة بـ ΔSOC. ومع ذلك، في نهاية الاختبار (600 ~ 800 دورة مكافئة) تصبح ΔSOC العامل الرئيسي الذي يؤثر على معدل فقدان قدرة الخلايا.